# Златил Вергилов
Златил Василев Вергилов е български учен геолог (минералог и петролог), пътешественик-изследовател от Софийския университет „Св. Климент Охридски“.
Работи като главен асистент в катедра „Минералогия, петрология и полезни изкопаеми“ на Геолого-географския факултет в СУ. Научните му интереси са в областта реална структура на минералите с петрогенетичен аспект.
Има 7 участия в антарктически експедиции на СУ ”Св. Климент Охридски”. През 1987 – 1988 г. участва в избор на място и строеж на първите постройки на базата на Софийския университет. Работил е по научни проекти, бил е началник на базата „Свети Климент Охридски“ на остров Ливингстън от антарктическия архипелаг Южни Шетландски острови.
В свободното си време обича да рисува.